# Cornwall Royals
Die Cornwall Royals waren eine kanadische Eishockeymannschaft aus Cornwall (Ontario). Das Team war von 1969 bis 1992 in zwei der drei höchsten kanadischen Junioren-Eishockeyligen, der Quebec Major Junior Hockey League (LHJMQ) und der Ontario Hockey League (OHL) aktiv.

## Geschichte
Die Cornwall Royals spielten von 1961 bis 1969 als Amateurmannschaft in der Central Junior A Hockey League. Nachdem sie die Ontario Hockey Association nicht aufnahm, wurden die Cornwall Royas 1969 als Franchise der Quebec Major Junior Hockey League gegründet. Bereits in ihrer dritten Spielzeit gewannen sie erstmals die Coupe du Président, als sie sich gegen die Peterborough Petes durchsetzten. Mit dem Sieg qualifizierten sie sich für den Memorial Cup, in dem sie gegen die Quebec Remparts gewannen. Auch in den Jahren 1980 und 1981 gewannen die Royals erneut zunächst die Coupe du Président und anschließend den Memorial Cup.
Nach 13 Jahren in der LHJMQ wechselten die Royals 1981 doch noch in die Ontario Hockey League, in der sie allerdings keinen Titel mehr gewinnen konnten, so dass das Franchise 1992 nach Newmarket (Ontario), umgesiedelt wurde, wo es anschließend unter dem Namen Newmarket Royals in der OHL aktiv war.

## Erfolge
| Memorial Cup - 1972 Finalsieg gegen die Peterborough Petes - 1980 Finalsieg gegen die Peterborough Petes - 1981 Finalsieg gegen die Kitchener Rangers Coupe du Président - 1972 Finalsieg gegen die Quebec Remparts - 1980 Finalsieg gegen die Sherbrooke Castors - 1981 Finalsieg gegen die Trois-Rivieres Draveurs | Trophée Jean Rougeau - 1971/72 (96 Punkte) - 1980/81 (90 Punkte) Divisionstitel - 1973/74 West Division Trophy, West Division - 1977/78 Lebel Division Trophy, Lebel Division - 1979/80 Lebel Division Trophy, Lebel Division - 1980/81 Lebel Division Trophy, Lebel Division |

## Ehemalige Spieler
Folgende Spieler, die für die Cornwall Royals aktiv waren, spielten im Laufe ihrer Karriere in der National Hockey League:
LHJMQ (1969-1981)
| - Jeff Allan - Dave Allison - Scott Arniel - Fred Arthur - Reid Bailey - Tim Bernhardt - Fred Boimistruck - Richard Brodeur | - Eric Calder - Alain Chevrier - Bob Crawford - Lou Crawford - Marc Crawford - Dan Daoust - Jeff Eatough - Dan Frawley | - Danny Geoffrion - Doug Gilmour - Dale Hawerchuk - Blair MacDonald - John Markell - Corrado Micalef - Bob Murray - Graeme Nicolson | - Rick Paterson - Ron Scott - Al Sims - Billy Smith - Ron Smith - John Wensink - Rod Willard |

OHL (1981-1992)
| - Scott Arniel - Bobby Babcock - Eric Calder - Jason Cirone - Larry Courville - Craig Duncanson - Jeff Eatough - Dan Frawley | - Doug Gilmour - Jim Kyte - Nathan LaFayette - Alan Letang - Guy Leveque - Steve Maltais - Owen Nolan - Mike Prokopec | - Rob Ray - Joe Reekie - Ken Sabourin - Mathieu Schneider - Ray Sheppard - John Slaney - Mike Stapleton - Jeremy Stevenson | - Rick Tabaracci - Tom Thornbury - Mike Tomlak - Ryan VandenBussche - Michael Ware |

## Team-Rekorde

### Karriererekorde
LHJMQ
Spiele: 342  Rick Paterson
Tore: 188  Dan Geoffrion
Assists: 248  Dan Geoffrion
Punkte: 436  Dan Geoffrion
Strafminuten: 889  Dave Allison
OHL
Spiele: 234  Paul Cain
Tore: 150  Ray Sheppard
Assists: 183  Mike Tomlak
Punkte: 296   Doug Gilmour
Strafminuten: 590  Rob Ray